# Dålkøy
Dålkøy ist eine kleine Insel vor der Ingrid-Christensen-Küste des ostantarktischen Prinzessin-Elisabeth-Lands. Sie liegt unmittelbar vor der Einmündung des Dålk-Gletschers in den südöstlichen Teil der Prydz Bay.
Norwegische Kartografen, die auch die Benennung vornahmen, kartierten sie anhand von Luftaufnahmen, die bei der Lars-Christensen-Expedition 1936/37 entstanden. Der Benennungshintergrund ist nicht überliefert.